# Bullworker
Bullworker är ett träningsredskap för statisk styrketräning som började säljas i början av 1960-talet. Redskapet designades och patenterades av tysken Gert F. Kölbel och säljs i Europa, Nordamerika och Asien. Under åren har över 10 miljoner Bullworkers sålts, men många liknande redskap från andra märken säljs också.
Bullworkern består av två yttre handtag, en fjäderbelastad teleskopisk cylinder i mitten och två stålvajrar parallellt med cylindern som sitter fast i yttre handtagen. Redskapet väger cirka 1,5 kilo, men fjädern som ska pressas eller dras isär har oftast en belastning på 68 kilo. Även om en del förbättringar och ändringar har gjorts på redskapet under åren den saluförts så är designen i det stora hela den samma. Några av förbättringarna har varit extra handtag till stålvajrarna för enklare hantering. Produkten är stryktålig och många av de första modeller som tillverkats fortsätts att användas.

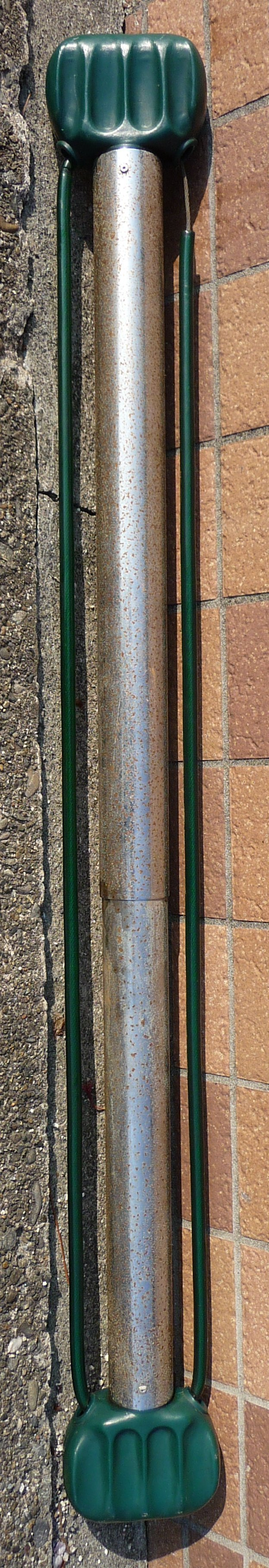
Bullworker från 1960-talet, utan linjal som oftast finns med för att mäta styrka.